# Bohuslav Balbín

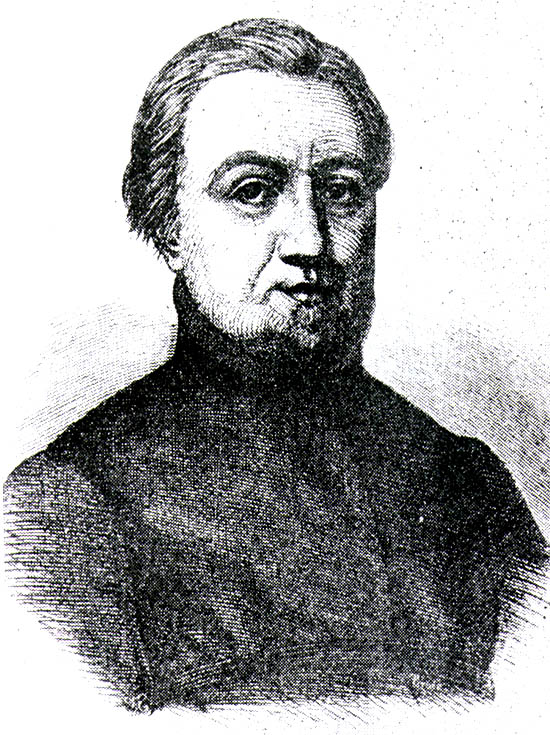
Bohuslav Balbín

Bohuslav Balbín (Hradec Králové, 3 de diciembre de 1621 –Praga, 28 de noviembre de 1688) escritor, jesuita y patriota checo.
Fue llamado " Plinio de Bohemia," y su obra magna es Vita beatae Joannis Nepomuceni martyris (Praga, 1670). Se graduó en la Universidad de Olomouc y fue uno de los impulsores de la leyenda de San Juan Nepomuceno.
Dedicó su vida al estudio, en especial de la historia de Bohemia, y sus más tarde utilizaros sus estudios los Bolandistas.

## Obra
- Vita beatae Joannis Nepomuceni martyris, Praga, 1670.
- Epitome historica rerum Bohemicarum –, 1677
- Dissertatio apologetica pro lingua Slavonica, praecipue Bohemica
- Diva Vartensis
- Diva Turzanensis
- Diva S. Monti
- Origines Comit. de Guttenstein
- Vita venerab. Arnesti
- Miscellanea historica regni Bohemiae (Praga, 1679-87),
  - Liber naturalis
  - Liber popularis
  - Liber chorographicus
  - Liber hagiographicus
  - Liber parochialis
  - Liber episcopalis
  - Liber regalis
  - Liber epistolaris
  - Bohemia docta
  - Liber curialis seu de magistratibus et officiis curialibus regem Boohemiae
- Quaesita oratoria
- Verisimilia humaniorum disciplinarum
- Examen Mellisaeum